# Richard Voliva
Richard Voliva   (Bloomington, 18 d'octubre de 1912 - Amherst, 2 de novembre de 1999) va ser un lluitador estatunidenc, especialista en lluita lliure, que va competir durant la dècada de 1930.
El 1936 va prendre part en els Jocs Olímpics d'Estiu de Berlín, on va guanyar la medalla de plata en la prova del pes mitjà del programa de lluita lliure.
En el seu palmarès també destaca una medalla d'or i una de plata als campionats de l'NCAA. Una vegada retirat va exercir d'entrenador durant més de 30 anys. El 1984 fou inclòs al National Wrestling Hall of Fame.